# 华藏宗门
华藏宗门又称“华藏功”、“华藏法门”，由中国广东省揭阳市惠来县男子吴泽衡于1990年创立的一门争议性新兴宗教。
2014年7月30日，广东省公安机关开展代号“猎枭行动”，公开查处取缔了“华藏宗门”，对21名涉案人员依法予以刑事拘留，引发社会对该组织的热议。

## 背景
华藏宗门创始人吴泽衡，出生于1967年7月18日，初中文化程度。他自称是佛教第88世、禅宗第61世衣钵传人，少林寺第32代传人，是“大日如来佛”的化身，弟子拜他为师可以成佛；1990年他自创“华藏法门”组织，1993年改名为“华藏心法”，2013年改称“华藏宗门”。

## 过程
吴泽衡自称“7岁承曹洞禅门高僧德真、德智大和尚接引，11岁入山随师修行、习武、研读兵法”。曾任“少林寺秘门掌门人”、“少林寺玄门功法创始人、掌门人”、“少林寺般若法门总监坛”、“少林寺武术协会气功教练”、“嵩山少林寺武术馆武术教练”等。但后经走访调查，均被证实为虚假信息。1991年11月，他因涉嫌诈骗、流氓罪被惠来县公安局刑警队收容审查。2000年，又因擅自发行股票罪、非法经营罪被北京市第一中级人民法院依法判处有期徒刑11年。
2015年7月16日，吴泽衡等人多名“华藏宗门”骨干因涉嫌组织、利用邪教组织破坏法律实施罪，强奸罪，诈骗罪，生产、销售有毒、有害食品罪，2015年7月16日被珠海市人民检察院提起公诉。2015年10月30日，珠海市中级人民法院一审判处吴泽衡无期徒刑，剥夺政治权利终身。判决同时认定，“华藏宗门”（又称“华藏心法”、“华藏玄门”、“华藏法门”）为邪教组织。2016年2月2日，广东省高级人民法院对上诉人吴泽衡、孟越“组织、利用邪教组织破坏法律实施案”作出了二审判决。二审驳回上诉，维持原判。

## 争议
对于吴泽衡的被捕，广州光孝寺方丈、中国佛教协会副会长、广东佛教协会会长明生法师主张：“这种破坏正统宗教，在社会上产生贻误的人影响力很大，希望相关部门诉之于法律严加控制。同时，我呼吁其信徒早日觉醒，用真正的佛教理论来对照衡量，摈弃邪知邪见。”
但也有不同观点，隶属美国政府的国际宗教自由委员会、联合国人权事务高级专员办事处、世界反酷刑组织等外国政府及国际组织要求中国政府停止对吴泽恒和华藏宗门的迫害。美国国际宗教自由委员会在公开信中表示，中国政府对吴的迫害是其在全国范围内镇压有组织宗教的一部分，中共当局视活跃的宗教团体是对其统治的一种威胁，“中国政府长期迫害、威胁、监禁宗教领袖，特别是像吴这样的有众多信徒的。” 